# Гудієв Казимир Віталійович
Казимир Віталійович Гудієв (рос. Казимир Витальевич Гудиев / азерб. Kazemır Vitali oğlu Qudiyev; нар. 29 квітня 1972, Орджонікідзе, РРФСР) — радянський, російський та азербайджанський футболіст, воротар.

## Життєпис
Вихованець владикавказького футболу починав грати у місцевих командах «Автодор» та «Іристон».
У 1996-1997 роках провів 7 матчів у Вищій лізі за сочинську «Жемчужина». 1999 року грав за азербайджанські клуби «Кяпаз» (виступав лише в іграх на Кубок Співдружності) та «Нефтчі».
Після повернення до Росії грав у Другому дивізіоні, закінчив кар'єру 2004 року в череповецькій «Північсталі». У 2006 та 2008 працював тренером у дублюючому складі «Спартака»/«Аланії» (Владикавказ), який брав участь у першості ЛФЛ.
У 1996-1997 роках провів три матчі за збірну Азербайджану.
Син Віталій – воротар.